# Авалишвили, Бидзина Георгиевич
Авалишвили Бидзина Георгиевич (груз. ბიძინა გიორგის ძე ავალიშვილი; 30 августа 1922 года, Тбилиси — 5 декабря 2002) — грузинский советский скульптор. Член Союза художников СССР. Заслуженный художник Грузинской ССР.

## Биография
В 1947 году окончил Тбилисскую Академию художеств, ученик Николадзе.
В 1949—1952 годах преподавал в Тбилисском художественном училище.
Считается, что Ладо Гудиашвили при выполнении росписей церкви Кашвети в Тбилиси в 1945 году в облике Христа воплотил портретные черты начинающего в те годы Б. Авалишвили.
12 сентября 1997 года награждён орденом Чести.

## Творчество
памятник М. Горькому (железобетон, 1954, парк Горького, Тбилиси)
Памятник Акакию Церетели (проспект Церетели, Тбилиси)
Памятник Илиа Чавчавадзе (бронза, Алибегло).
Памятник Сандро Канделаки (1976, Мцхета)
Памятник Эквтиме Такаишвили (1993, Парк Вере в Тбилиси)
Создал большую галерею скульптурных портретов известных деятелей грузинской и мировой культуры.
Важа-Пшавела (гранит, 1948, Душети), (дерево, 1955)
Мирза Геловани (мрамор, 1963, Тианети)
Василий Барнов (мрамор, 1967, Кода).
Александр Казбеги (дерево, 1947)

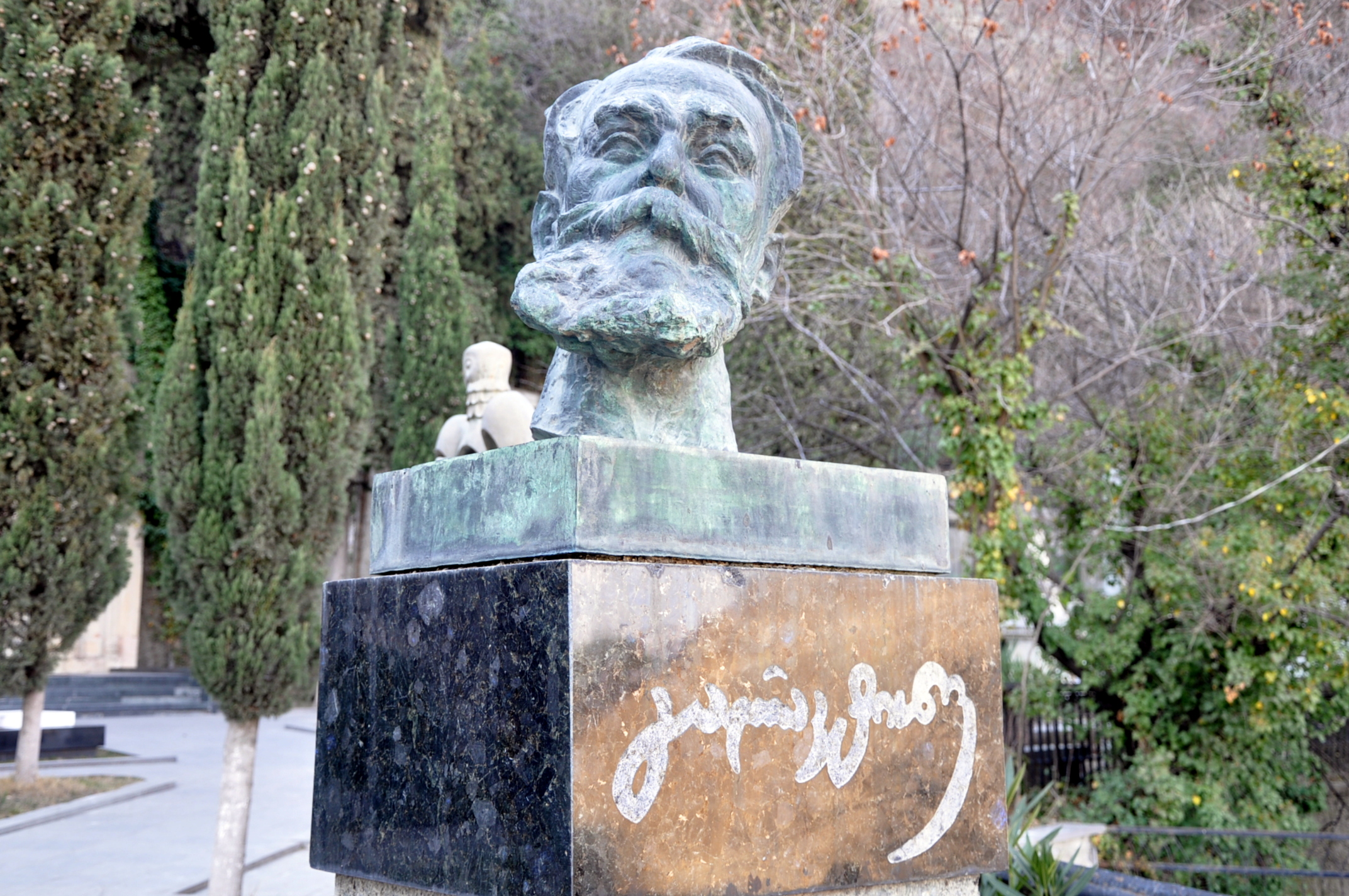
Надгробие Галактиона Табидзе

Галактион Табидзе (бронза, Пантеон Мтацминда, 1968),
Пиросмани (бронза, 1962—1963)